# 魔鬼戰將2
《魔鬼戰將2》（英語：Under Siege 2: Dark Territory）是一部1995年美國動作驚悚片，1992年電影《魔鬼戰將》的續集。電影由傑夫·墨菲執導，前集的史蒂芬·席格、安迪·羅馬諾、尼克·曼庫索和達爾·戴回歸演出，其他主演包括艾瑞克·柏格森、凱瑟琳·海格、摩里斯·切斯塔特與艾佛瑞特·麥吉爾。劇情講述在前海豹部隊隊員凱西·雷白克上尉與侄女度假期間，恐怖份子登上了火車並將其用作移動總部，以劫持一顆絕密的美國衛星武器。副標題為鐵路術語黑暗區域，指列車穿越無訊號的鐵軌時，列車調度員和鐵路工程師之間無法通訊。
《魔鬼戰將2》1995年7月14日在美國上映，評價褒貶不一，票房表現一般，整體不如前集來得成功。

## 劇情
從美國海軍退休後，凱西·雷白克定居在科羅拉多州丹佛市，並經營一家餐館。不久之後，他疏遠的兄弟詹姆斯·雷白克在一次飛機失事中喪生。得知此事的消息後，雷白克陪同詹姆斯的女兒莎拉到洛杉磯參加葬禮。兩人登上穿越洛磯山脈的大洲（Grand Continental）火車，同時結識了行李搬運員兼廚師巴比·扎克斯。
當火車到達洛磯山脈時，一群恐怖分子將其攔下並謀殺了工程師和剎車員。該團夥由前美國政府僱員、電腦天才崔維斯·丹恩及其合夥副手馬克斯·潘恩領導，切斷了火車電話線、劫持乘客和工作人員作為人質，更將他們趕進最後兩節車廂。雷白克殺死了一名恐怖份子，然後溜走。丹恩曾幫軍方開發牧草人一號（Grazer One），是一種用於地下目標的絕密軍事衛星結構武器。軍方解雇了發瘋的丹恩，後者後來假裝自殺。
丹恩威脅火車上的前同事：吉德和泰瑞林上尉，要求說出他們各自掌管的牧草人一號密碼；雖然兩人說出密碼，但仍被丹恩扔出火車，雙雙摔下深谷致死。中東恐怖分子已向丹恩提供了10億美元，來交易利用牧草人一號瞄準位於五角大廈下方的核反應堆以摧毀東部沿海地區。丹恩還藉由摧毀一座冒充化肥生產廠的中國生物武器設施向客戶展示了牧草人一號。雖然該武器主要用於地下目標，但丹恩仍為了一位客戶額外加碼的1億美元而摧毀了一架載有客戶前妻的客機。美國政府很難找到丹恩和牧草人一號，並被對方布下的假衛星誘導，而摧毀了國家安全局最好的情報衛星。只要火車繼續行駛，丹恩的位置就無法確定。
扎克斯開始幫助雷白克，後者還將一條訊息傳真給餐館的同事，以讓同事將消息轉達給五角大廈的貝茲上將。貝茲很快了解到戴恩和恐怖分子在火車上，不情願地批准了兩架F-117夜鷹戰鬥攻擊機摧毀火車的任務。扎克斯發現恐怖份子將火車引導至另一條軌道上，這將會與一輛載有大量燃油的南太平洋貨運列車相撞，順勢將後方的人質全部殺害。雷白克開始一一殺死了潘恩的部下，儘管中途一度遭敵方趕下火車，但雷白克依然從路邊找到一台車跳回火車上，並與扎克斯解決剩餘的恐怖份子，同時讓裝載人質的車廂分離釋放了全部人質。丹恩找到了隱形轟炸機並用牧草人一號重新瞄準，成功擊毀了兩架F-117。潘恩得知雷白克的身份後以莎拉為誘餌，要求對方與自己交手。雷白克最後透過掐斷脖子殺死了潘恩。
雷白克發現打算丹恩乘坐一輛盤旋在火車上空的直升機即將離開，而扎克斯早先跳上直升機並挾制駕駛。丹恩告訴雷白克無法阻止衛星摧毀華盛頓時，雷白克向他開槍，子彈摧毀了對方的電腦並傷害了丹恩，使後者摔出窗外。五角大廈恢復了對牧草人一號的控制，在兩列火車相撞之前，該衛星在向五角大廈開火前一秒被遙控摧毀。軌道上的兩輛火車相撞，雷白克先讓侄女搭上直升機，然後在橋因爆炸而摧毀前穿越車廂、抓起掛在直升機上的繩梯；此時，倖存的丹恩也抓住了梯子並試圖爬上直升機，但雷白克關上門，切斷了丹恩的手指，令後者摔落於爆炸之中。
雷白克通知五角大廈，乘客都平安地待在最後兩節車廂。後來，雷白克和莎拉在詹姆斯的墓碑前致以最後的敬意。

## 演員
- 史蒂芬·席格飾演凱西·雷白克上尉
- 艾瑞克·柏格森飾演崔維斯·丹恩（Travis Dane）
- 凱瑟琳·海格飾演莎拉·雷白克（Sarah Ryback）
- 摩里斯·切斯塔特飾演巴比·扎克斯（Bobby Zachs）
- 艾佛瑞特·麥吉爾（英语：Everett McGill）飾演馬克斯·潘恩（Marcus Penn）
- 尼克·曼庫索（英语：Nick Mancuso）飾演湯姆·布雷克（Tom Breaker）
- 布蘭達·巴卡（英语：Brenda Bakke）飾演琳達·吉德上尉（Captain Linda Gilder）
- 安迪·羅馬諾（英语：Andy Romano）飾演貝茲上將（Admiral Bates）
- 達爾·戴（英语：Dale Dye）飾演尼克·賈薩上尉（Captain Nick Garza）
- 彼得·格林（英语：Peter Greene）飾演僱傭兵#1
- 派屈克·基爾派屈克（英语：Patrick Kilpatrick）飾演僱傭兵#2
- 史考特·索爾斯（英语：Scott Sowers）飾演僱傭兵#3
- 阿菲菲·阿拉維（Afifi Alaouie）飾演法蒂瑪（Fatima）
- 寇特伍德·史密斯（英语：Kurtwood Smith）飾演史丹利·庫柏少將（Major General Stanley Cooper）
- 大衛·賈諾普洛斯（David Gianopoulos）飾演大衛·泰瑞林上尉（Captain David Trilling）
- 珊卓·泰勒（Sandra Taylor）飾演凱莉（Kelly）
- 喬納森·班克斯飾演史考提（Scotty）

## 外部連結
- 互联网电影数据库（IMDb）上《魔鬼戰將2》的资料（英文）
- Box Office Mojo上《魔鬼戰將2》的資料（英文）
- AllMovie上《魔鬼戰將2》的资料（英文）
- 爛番茄上《魔鬼戰將2》的資料（英文）